# Standardy kodowania
Standardy kodowania – zestaw wytycznych służący do zunifikowania wyglądu, praktyk, struktury i zachowania kodu danej platformy programistycznej lub języka programowania, zazwyczaj popularyzowany przez ich deweloperów w celu ułatwienia komunikacji i wymiany kodu między nieznajomymi programistami.

## Powszechne standardy
Większość standardów kodowania związana jest z odpowiadającym im językiem programowania. Przykładami takich standardów są:
- Python: PEP 8 – Style Guide for Python Code[2].
- C++: C++ Core Guidelines[3].
- Java: Java Programming Style Guidelines[4].
- C: SEI CERT C Coding Standard[5].

Standardy kodowania języków programowania zazwyczaj obejmują takie aspekty kodu jak:
1. Formatowanie kodu – szerokość wcięcia, maksymalna długość wiersza, liczba pustych wierszy między kolejnymi definicjami i deklaracjami funkcji bądź klas.
2. Konwencje nazewnicze – schemat nazywania funkcji, klas, zmiennych, modułów, przestrzeni nazw, plików i tym podobnych.
3. Komentowanie kodu – sposób komentowania kodu, opisywania zmian, konieczność udokumentowania algorytmów użytych do rozwiązania konkretnego fragmentu kodu.
4. Konstrukcje programistyczne – zależne od języka programowania, obejmują polecane i zabraniane konstrukcje, wynikające na przykład z ograniczeń platformy docelowej lub użytych narzędzi programistycznych.[6]

## Zalety standardów kodowania
Korzystanie ze standardów kodowania zmniejsza koszty związane z konserwacją oprogramowania, zwiększa jakość kodu poprzez ułatwianie jego zrozumienia przez bardziej doświadczonych deweloperów, przyśpiesza proces jego restrukturyzacji oraz umożliwia deweloperom na płynniejsze korzystanie z narzędzi automatyzacji ich pracy. Standardy kodowania szczególnie wymagane są podczas pracy w dużych instytucjach i projektach programistycznych, w których występuje częsta rotacja kadr.